# Kleine Bladelinspolder
De Kleine Bladelinspolder is een polder ten noorden van Sluis, behorend tot de Polders van Cadzand, Zuidzande en Nieuwvliet.
De polder is het zuidelijk deel van de in 1443 door Pieter Bladelin ingedijkte Bladelinspolder. Dit deel overstroomde tijdens de stormvloed van 1532 en werd in 1540 herdijkt door Sebastiaan Christiaens.
De polder is 26 ha groot en wordt omgeven door de Braamdijk, de Schenkelweg, de Oude Zeedijk en de Provincialeweg.